# ユリシーズ・S・グラント4世
ユリシーズ・シンプソン・グラント4世（Ulysses Simpson Grant IV, 1893年5月23日 - 1977年3月11日）は、カリフォルニア州太平洋岸の化石軟体動物に関する研究で知られるアメリカ合衆国の地質学者、古生物学者である。ユリシーズ・S・グラント・ジュニアの末っ子であり、ユリシーズ・S・グラント大統領とジェローム・B・チェイフィー上院議員の孫である。

## 生い立ちと教育
ニューヨーク州ウェストチェスター郡ノースセーラムにある父の農場のメリーウェザー・ファームで生まれた。生後まもなく一家はカリフォルニア州サンディエゴに移った。グラントはハーバード大学で地質学を学び、1915年に優秀な成績で卒業した。卒業後はメキシコで金を採掘していた。第一次世界大戦中はアメリカ陸軍に二等兵として入隊し、終戦時には少尉になっていた。1919年から1925年まではニューヨーク証券取引所で勤務していた。1926年に学業に戻り、カリフォルニア大学バークレー校の大学院で学んだ。グラントは1927年にスタンフォード大学大学院古生物学研究科に入学し、1929年に博士号を取得した。

## キャリア
博士号取得後はロサンゼルス郡自然史博物館で無脊椎動物古生物学のキュレーターとして勤務した。1931年からはカリフォルニア大学ロサンゼルス校で古生物学の教鞭をとった。彼は地質学の講師から部長へと昇進し、1959年に退任するまで8年かその職を務めた。スタンフォード時代の同級生であるレオ・ジョージ・ハートレーンとはしばしば共同研究を行い、いくつかの論文を執筆した。

## 晩年と死

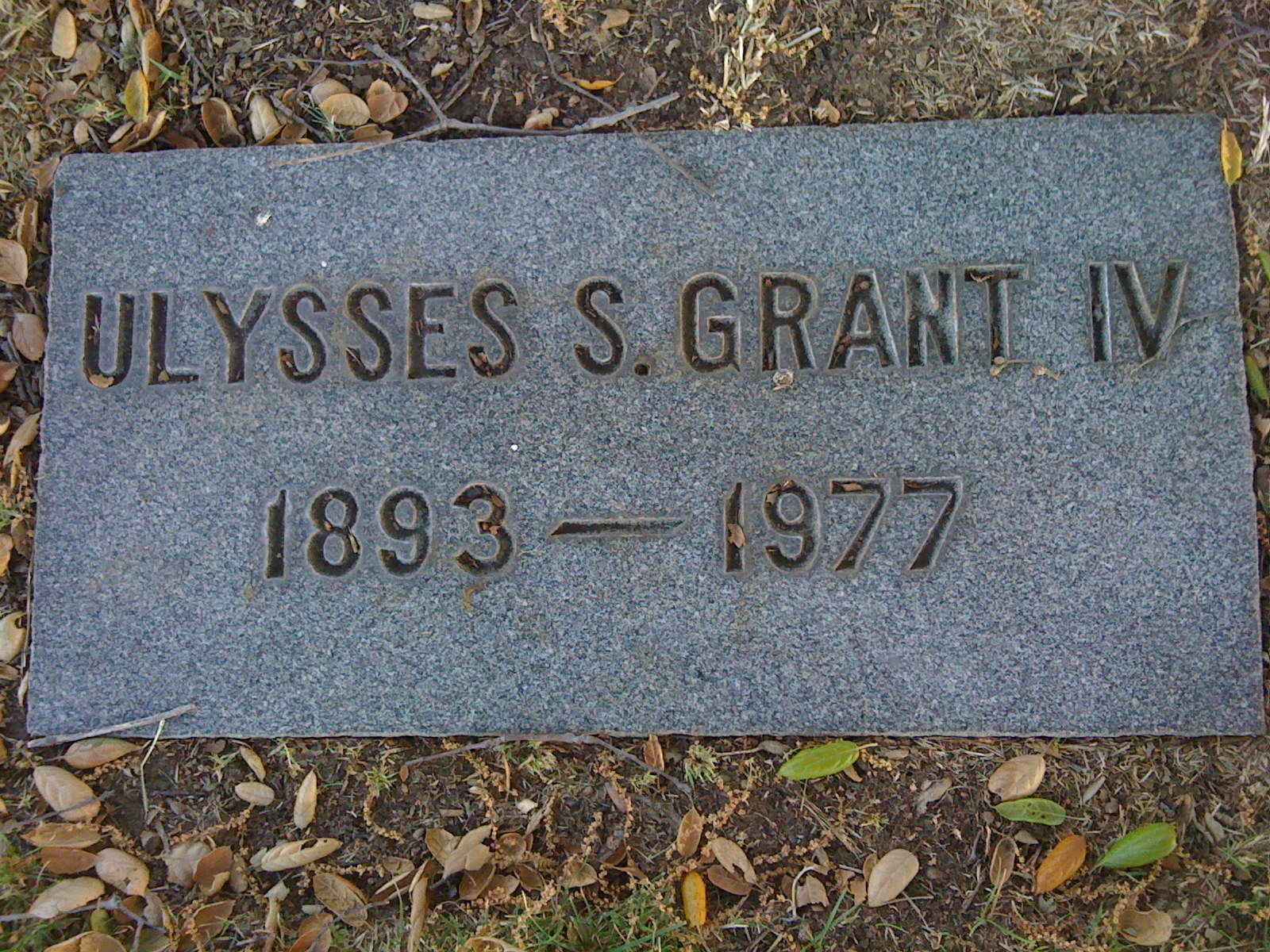
グラントの墓標

1953年にグラントはグルーチョ・マルクスの『You Bet Your Life』に出演した。
グラントは白血病による肺不全のためにカリフォルニア州サンタモニカのセント・ジョンズ病院で亡くなった。彼は父と共にサンディエゴのグリーンウッド・メモリアル・パークに埋葬されている。

## 私生活
グラントは1917年10月4日にサウスカロライナ州スパータンバーグでマチルダ・バーティコウスキー（Matilda Bartikowski）と結婚したが、その後離婚した。1950年にフランシス・ディーン（Frances Dean, 1911年頃 - 1991年12月8日）と結婚した。彼らは息子のジョージ・グラント（George Grant）をもうけた。
グラントの従兄弟にはフレデリック・デント・グラントの息子のユリシーズ・S・グラント3世がいる。

## ビブリオグラフィ
- "Catalogue of the Marine Pliocene and Pleistocene Mollusca of California and Adjacent Regions and a Special Treatment of the Pectinidae and Turridae" with Hoyt Rodney Gale. Memoirs of the San Diego Society of Natural History, Volume I, 1931.
- "Geology and Oil Possibilities of Southwestern San Diego County" with Leo George Hertlein, California Journal of Mines and Geology, 1939.
- "The Cenozoic Brachiopoda of Western North America" with Leo George Hertlein. University of California, Publications in Mathematics and Physical Sciences, 1944.
- "The Geology and Paleontology of the Marine Pliocene of San Diego, California. Part 1, Geology" with Leo George Hertlein. Memoirs of the San Diego Society of Natural History, Volume II, 1944.
- "The Geology and Paleontology of the Marine Pliocene of San Diego, California. Part 2a, Paleontology" with Leo George Hertlein. Memoirs of the San Diego Society of Natural History, 1960.
- " The Geology and Paleontology of the Marine Pliocene of San Diego, California. Part 2b, Paleontology" with Leo George Hertlein. Memoirs of the San Diego Society of Natural History, 1972.
- "A Sojourn In Baja California, 1915" Southern California Quarterly Vol. XLV, No. 2, June 1963
- “1913 / A Midsummer Motoring Trip”. Desert Magazine 25 (3):  20. (March 1962).
- Grant, U. S. (March 1961). “A Midsummer Motoring Trip”. The Historical Society of Southern California Quarterly 43 (1):  85–96. doi:10.2307/41169503. JSTOR 41169503.

## 関連文献
- Obituary from the Los Angeles Times (March 13, 1977)